# Liga de Montenegro de balonmano femenino
La Liga de Montenegro de balonmano femenino es la competición más importante de balonmano femenino de Montenegro. Se fundó en 2006.

## Palmarés
- 2007: ŽRK Buducnost
- 2008: ŽRK Buducnost
- 2009: ŽRK Buducnost
- 2010: ŽRK Buducnost
- 2011: ŽRK Buducnost
- 2012: ŽRK Buducnost
- 2013: ŽRK Buducnost
- 2014: ŽRK Buducnost
- 2015: ŽRK Buducnost
- 2016: ŽRK Buducnost
- 2017: ŽRK Buducnost
- 2018: ŽRK Buducnost
- 2019: ŽRK Buducnost